# 더 레이티스트 버즈
《더 레이티스트 버즈》(영어: The Latest Buzz)는 2007년부터 2010년까지 방영된 캐나다의 십대 시트콤이다.